# Мусино (Учалинский район)
Му́сино (баш. Муса) — деревня в Учалинском районе Башкортостана России, относится к Новобайрамгуловскому сельсовету. 

## Население
| 2002 | 2009 | 2010 |
| ---- | ---- | ---- |
| 86   | ↗91  | ↘83  |

Национальный состав
Согласно переписи 2002 года, преобладающая национальность — башкиры (100 %).

## Географическое положение
Расстояние до:
- районного центра (Учалы): 70 км,
- центра сельсовета (Новобайрамгулово): 10 км,
- ближайшей железнодорожной станции (Урал-Тау): 75 км.

## Известные люди
В 1847 году в деревне родился депутат II Государственной Думы Российской империи Шахбал Сахаутдинович Сейфитдинов.